# Burning Lights
| Оценки критиков       | Оценки критиков |
| Источник              | Оценка          |
| --------------------- | --------------- |
| AllMusic              | [ 1 ]           |
| CCM Magazine          | [ 2 ]           |
| Christian Music Zine  | [ 3 ]           |
| Cross Rhythms         | [ 4 ]           |
| Indie Vision Music    | [ 5 ]           |
| Jesus Freak Hideout   | ·               |
| Louder Than the Music | [ 8 ]           |
| New Release Tuesday   | [ 9 ]           |
| USA Today             | [ 10 ]          |
| Worship Leader        | [ 11 ]          |

Burning Lights — седьмой студийный альбом американского исполнителя современной христианской музыки певца Криса Томлина, вышедший 8 февраля 2013 года на лейбле Sixstepsrecords. Продюсером были Ed Cash и Dan Muckala.
Диск Томлина возглавил американский хит-парад Billboard 200 и чарт христианской музыки Christian Albums, а также получил номинацию на премию Грэмми в категории За лучший альбом современной христианской музыки.

## Об альбоме
Альбом получил положительные отзывы музыкальных критиков.
На 56-й церемонии «Грэмми» альбом получил номинацию на музыкальную премию в категории За лучший альбом современной христианской музыки. По итогам 2013 года он был назван альбомом № 2 в жанре современной христианской музыки (US Billboard Christian Albums).
Burning Lights дебютировал на № 1 в общенациональном хит-параде США Billboard 200, став только 4-м в истории чарттоппером среди христианских альбомов. За год до этого альбом TobyMac' «Eye on It» был № 1. Вторым диском христианской музыки на № 1 был альбом LeAnn Rimes' «You Light Up My Life — Inspirational Songs» (1997, на 3 недели во главе чарта). А за несколько месяцев до этого первым в истории христианской музыки чарттоппером в США стал альбом Bob Carlisle' «Butterfly Kisses (Shades of Grace)» (две недели № 1 в июне и июле 1997 года).
Альбом получил премию в категории Worship Album на церемонии 44th GMA Dove Awards..

## Список композиций
| №                   | Название                                                 | Автор(ы)                                                                              | Длительность |
| ------------------- | -------------------------------------------------------- | ------------------------------------------------------------------------------------- | ------------ |
| 1.                  | «Burning Lights»                                         | Daniel Carson, Jason Ingram, Jesse Reeves, Chris Tomlin                               | 1:04         |
| 2.                  | «Awake My Soul» (при участии Lecrae)                     | Carson, Ingram, Reeves, Tomlin                                                        | 3:55         |
| 3.                  | «Whom Shall I Fear (God of Angel Armies)»                | Ed Cash, Scott Cash, Tomlin                                                           | 4:28         |
| 4.                  | «Lay Me Down»                                            | Ingram, Jonas Myrin, Мэтт Редман, Tomlin                                              | 4:45         |
| 5.                  | «God's Great Dance Floor»                                | Nick Herbert, Martin Smith, Tomlin                                                    | 3:39         |
| 6.                  | «White Flag»                                             | Ingram, Matt Maher, Redman, Tomlin                                                    | 4:34         |
| 7.                  | «Crown Him (Majesty)» (при участии Kari Jobe)            | Matthew Bridges, E. Cash, George J. Elvey, Maher, Godfrey Thring, Tomlin, Traditional | 5:13         |
| 8.                  | «Jesus, Son of God» (при участии Christy Nockels)        | Ingram, Maher, Tomlin                                                                 | 4:28         |
| 9.                  | «Sovereign»                                              | Martin Chalk, Ingram, Myrin, Redman, Tomlin                                           | 4:36         |
| 10.                 | «Countless Wonders»                                      | Matt Armstrong, E. Cash, Tomlin                                                       | 3:22         |
| 11.                 | «Thank You God for Saving Me» (при участии Phil Wickham) | Tomlin, Phil Wickham                                                                  | 4:26         |
| 12.                 | «Shepherd Boy»                                           | Smith, Tomlin                                                                         | 4:34         |
| Общая длительность: | Общая длительность:                                      | Общая длительность:                                                                   | 48:55        |

## Позиции в чартах
| Чарт (2013)                      | Высшая позиция |
| -------------------------------- | -------------- |
| США (Billboard 200)              | 1              |
| США (Billboard Christian Albums) | 1              |
| США (Billboard Digital Albums)   | 5              |
| Канада (Canadian Albums Chart)   | 25             |

### Синглы
- «Whom Shall I Fear [God of Angel Armies]» (2012) возглавил хит-парад христианской музыки Christian Songs и был № 18 в чарте Heatseekers Songs.